# Dorfkirche Sietow

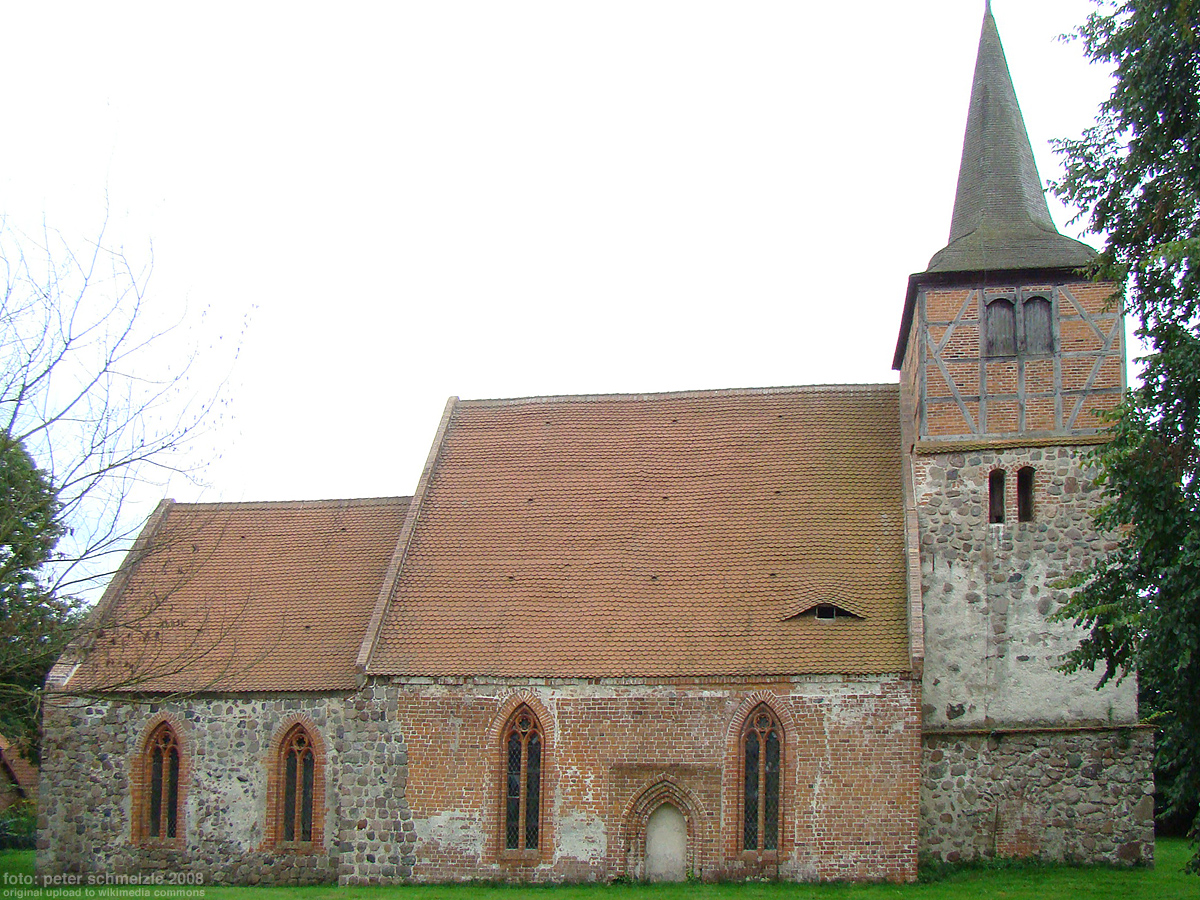
Dorfkirche in Sietow

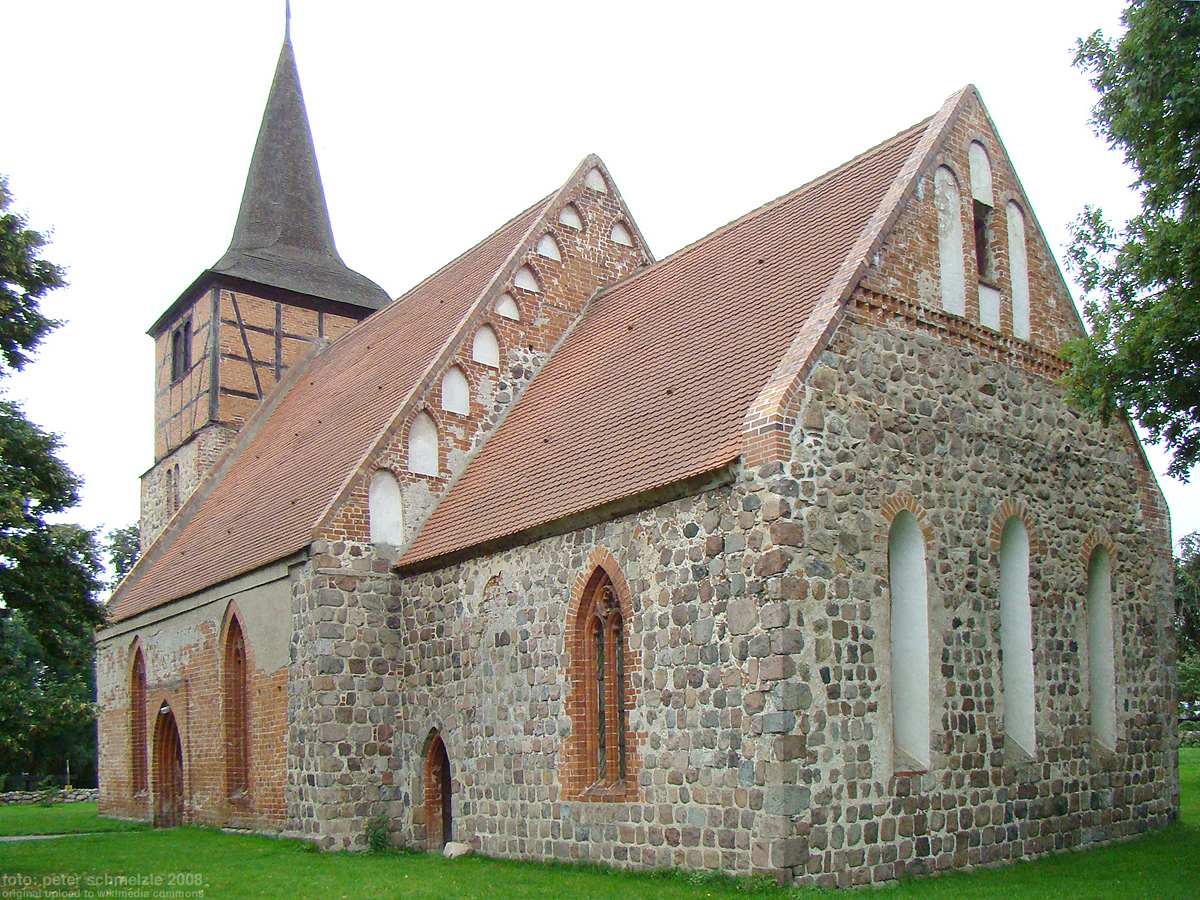
Blick auf den Chor mit drei romanischen Fensterschlitzen

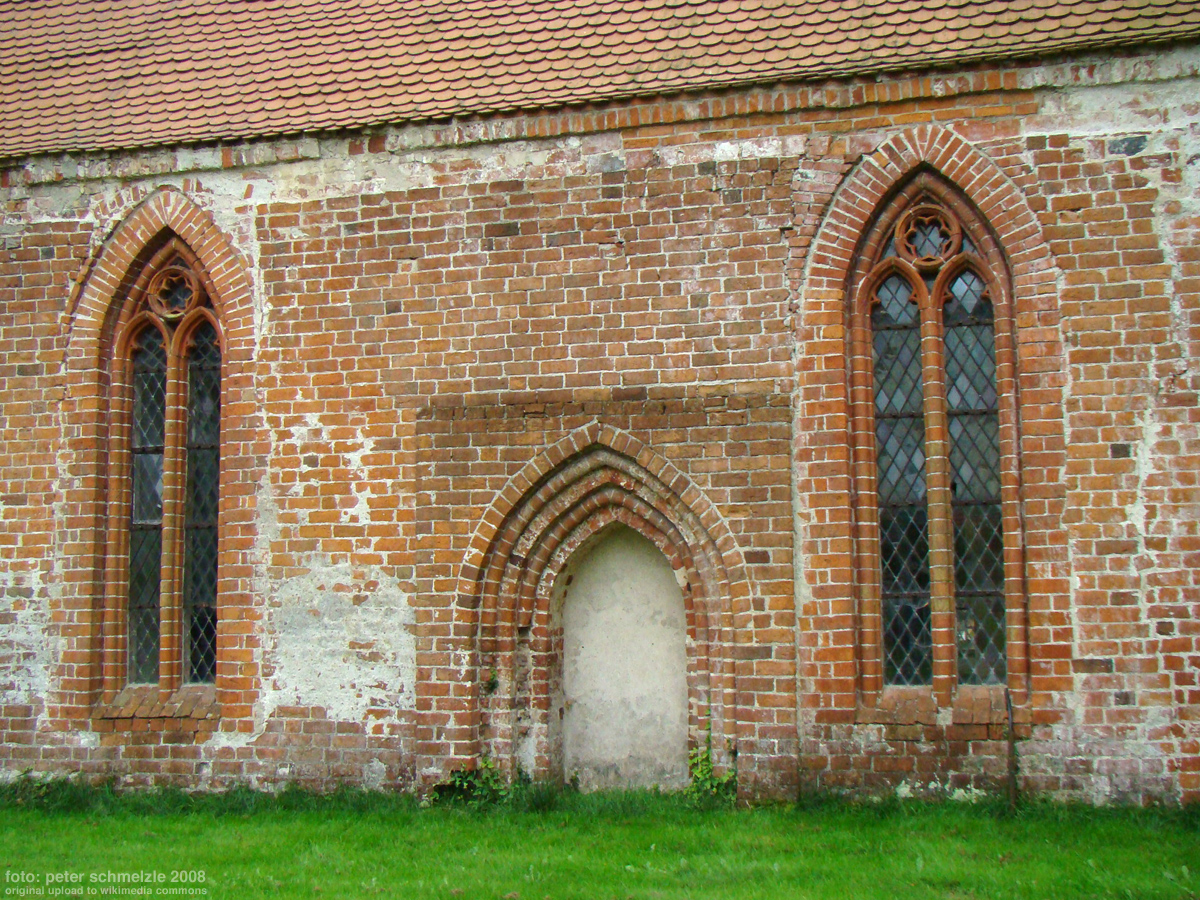
Gotische Fenster und vermauertes Nordportal des Langhauses

Die Dorfkirche in Sietow (Ortsteil Sietow-Dorf) im Landkreis Mecklenburgische Seenplatte in Mecklenburg-Vorpommern ist ein denkmalgeschütztes Kirchengebäude aus dem 13. Jahrhundert.

## Geschichte
Die Kirche wurde bereits vor dem Jahr 1344 errichtet, als das Dorf Sietow mitsamt dem Kirchenpatronat an das Kloster Dobbertin kam. 1582 gab es seine Kirchenvisitation durch das Klosteramt Dobbertin. 1649 erfolgte eine weitere Kirchenvisitation durch das Klosteramt mit Superintendent Samuel Arnoldi aus Güstrow, Kloster-Syndicus Dr. Joachim von Neesen aus Güstrow und Pfarrer Petrus Zander aus Dobbertin.
Im Dreißigjährigen Krieg wurde das Mittelschiff zerstört und ab 18. Januar 1665 begann das Klosteramt mit dem Wiederaufbau. Dazu rief der Dobbertiner Klosterhauptmann Landrat Christoph Friedrich von Jasmund auf Cammin die Prediger in seinen Patronatskirchen Dobbertin, Kogel, Lohmen, Mestlin, Laerz und Sietow um Spenden beim Aufbau und Reparatur der Sietower und Kogeler Kirche auf. Um 1760 stürzte der Turm bei einem Unwetter bis auf den Feldsteinsockel ein. Der neue, etwas niedrigere Turm wurde mit einem spitzen Turmhelm errichtet. 1788 gab es einen Streit der Kloster-Provisoren von Blücher auf Gorschendorf und von Weltzien auf Benthen als Patrone der Kirche zu Sietow mit dem Rittmeister von Altrock auf Großkelle und Zierzow vor dem Hofgericht wegen verweigerter Kirchspielfuhren, den Transport des Pastors zu den Kirchen.
Von 1824 bis 1826 wurde die alte Feldsteinmauer um den Kirchhof wieder errichtet. Nach Fertigstellung pflanzte der Dobbertiner Klosterhauptmann Rittmeister Ferdinand von Raven persönlich zwölf Linden, die heute fast die Kirche verdecken.
Ab 1849 wurde die Kirche umfassend renoviert. 1856 weihte man die neue Kanzel und 1866 die Orgel. Zwei Glocken wurden bis auf die kleinste von 1588 in den beiden Weltkriegen eingeschmolzen. Bei einer Renovierung Mitte der 1970er Jahre erhielt das Kircheninnere seine heutige Gestalt.

## Baubeschreibung

### Äußeres
Die Dorfkirche ist ein rechteckiger Backsteinbau mit nach Osten angesetztem, eingezogenem rechteckigen Chor und nach Westen angebautem quadratischen Turm. Die Seitenwände des Chors und der Unterbau des Turmes sind aus behauenen Feldsteinen errichtet. Der Ostgiebel vom Langhaus und vom Chor ist in Findlingsmauerwerk und Backstein mit doppeltem Zahnfries und spitzbogigen Blenden gemauert worden. Die drei fast geschosshohe Blenden als romanische Schlitze haben glatt verputzte Wand- und Bogenlaibungen. Die beiden unteren Stockwerke des Turmes sind aus Feldstein, das obere Stockwerk in Fachwerkbauweise ausgeführt worden.
Die Fenster in der Ostwand des Chores zeigen typische Formen der Romanik, während alle übrigen Fenster wohl im Lauf der Zeit erneuert wurden und wie das Süd- und das vermauerte Nordportal der Formensprache der Gotik entsprechen. Die alte aus Granitsteinen gebildete Priesterpforte an der Südseite des Chors erhielt ihren Backsteineinsatz erst bei Umbauten des 19. Jahrhunderts.

### Inneres
Das Kirchenschiff ist von einem kalkverputzten Gewölbe überspannt und öffnet sich zum Chor hin mit einem gedrückt spitzbogigen Triumphbogen. Die Innengestaltung erfolgte in einfachen gotisierenden Formen.
Zur Ausstattung der Kirche zählen verschiedene Kleinkunstwerke aus dem 18. Jahrhundert, wie Kelche mit Patene, Weinkannen und zwei große zinnerne Leuchter.

#### Altar
Der neugotische Altar zeigt ein 1873 von Karl Christian Andreae gefertigtes Gemälde mit Christus und Petrus im See Genezareth. Den Entwurf zum Altar mit Aufsatz lieferte 1873 Gotthilf Ludwig Möckel, der zu dieser Zeit bei der Restaurierung der Dobbertiner Patronatskirche in Lohmen mitwirkte. Da Möckels teuere Entwürfe nicht der Einfachheit der Sietower Verhältnisse entsprachen, hatte der Klosterhauptmann Graf von Bernstorff 1873 den Auftrag für den geschnitzten Rahmen des Altars dem Holzbildhauer Adolph Siegfried aus Güstrow erteilt. Karl Andreae schrieb dazu am 22. Februar 1873 aus Dresden an den Grafen Bernstorff Wegen der Rahmen aus Sietow bin ich nun ratlos. Wenn es geht, und man etwa mein Bild von einer bescheidenen Leiste umgeben in die jetzige Altarwand einfügt, so wäre es wohl das Beste.

#### Orgel
1864 bat Pastor Stahlberg den Dobbertiner Klosterhauptmann Julius von Maltzan um die Anschaffung einer Orgel und der Kontrakt mit Lütkemüller nach Zustimmung der Local-Kommitte auf dem Landtag in Sternberg am 22. November 1866 geschlossen.
Die Orgel (I/P/9) wurde 1866 durch den Wittstocker Orgelbauer Friedrich Hermann Lütkemüller gebaut und auf der Westempore aufgestellt. Die Orgelprüfung hatte im März 1866 der Doberaner Orgelbauer Heinrich Rasche vorgenommen, für tadellos befunden und der bewilligte Preis aus der Klosterkasse bezahlt.
Als neugotischer Serienprospekt mit fünf Pfeifenfeldern hat die Orgel einen rechtsseitigen Spieltisch. Es ist ein genormtes Werk, die Metallpfeifen haben keine Stimmrollen.

#### Glocken
Im oberen hölzernen Kirchturm hingen drei Glocken. Die größte wurde 1708 von Christian Siegemund Mebert umgegossen.
Die mittlere war ohne Inschrift und Zeichen. Beide Glocken wurden während der Weltkriege eingeschmolzen. Vorhanden ist noch die kleinste Glocke von 1588, die 1865 in Waren vom Hofglockengiesser Johann Carl Ludwig Illies umgegossen wurde. Die Inschrift lautet: GELOBT SEI JESUS CHRISTUS IN EWIGKEIT! AMEN.

## Pastoren
Namen und Jahreszahlen bezeichnen die nachweisbare Erwähnung als Pastor.
- erwähnt 1328 Pfarrer Johann
- erwähnt 1541 Martin Bamme (Bomme) aus Malchow.
- erwähnt 1584 Simon Trechow, auch Poppentin und Klink.
- erwähnt 1585 Bartholomaeus.
- erwähnt 1638 Joachim Tilichius.
- 1638–1650 Matthias Pritzkow, danach in Röbel.
- 1651–1657 Johann Hagemann.
- 1657–1678 Johann Heine, seines Amtes enthoben.
- 1679–1684 David Priestaff.
- 1686–1724 Johannes Müller, verheiratet mit Elisabeth Zander, Tochter von Petrus Zander, Pastor zu Dobbertin[18]
- 1725–1757 Joachim Christian Bohn.
- 1757–1779 David Peter Ziel (Zylius), auch Poppentin.
- 1780–1786 Georg Joachim Adolf Ziel
- 1787–1813 Otto Gottfried Friedrich Heinrich Engel.
- 1814–1856 Christoph Ernst Johann Schmidt.
- 1856–1870 Johann Christian Daniel Stahlberg, 1868 Präpositus, 1885 Kirchenrat.[19]
- 1870–1918 Wilhelm Ernst August Lange 1884 Präpositus, 1909 Kirchenrat.[20]
- 1918–1935 Wilhelm Johann Friedrich Lange, vorher in Zurow.[21]
- 1935–1937 Hans Peter Meyer-Bothling, danach Alt Kalen und Ludwigslust.[22]
- 1937–1952 Max Salzmann.
- 1953–1973 Walter Rütz.
- 1975–1977 Hans Jürgen Schuchardt.
- 1979–1988 Bert Möller.
- 1994–2000 Greta Duvendack.
- 2001–2018 Dietrich Scharnowski.
- 2018 aktuell Eckart Kändler.

## Heutige Kirchengemeinde
Seit 1980 vereinigt mit den Kirchen in Poppentin und Klink dient die Dorfkirche Sietow heute der Kirchengemeinde Sietow in der Propstei Neustrelitz, Kirchenkreis Mecklenburg der Evangelisch-Lutherischen Kirche in Norddeutschland.
Zur Kirchengemeinde Sietow gehören die Orte Eldenburg Süd, Göhren-Lebbin, Grabenitz, Hinrichsberg, Klink, Klink-Urlaubersiedlung, Poppentin, Sembzin, Sietow, Sietow-Dorf, Wendhof und Zierzow.

### Gedruckte Quellen
- Mecklenburgisches Urkundenbuch (MUB)
- Mecklenburgische Jahrbücher (MJB)

### Ungedruckte Quellen
Landeshauptarchiv Schwerin (LHAS)
- LHAS 1.5-4/3 Urkunden Kloster Dobbertin.
- LHAS 2.12-3/5 Kirchenvisitationsprotokolle.
- LHAS 3.2-3/1 Landeskloster/Klosteramt Dobbertin. 7. 41. 5. Sietow Pfarre, Nr. 4531 Reparatur Kirchturm 1838–1857, Nr. 4482 Ausschmückung des Kircheninnenraumes 1859–1863.
- LHAS 3.2-3/2 Landeskloster/Klosteramt Malchow. Nr. 1455, 1458, 1679, 1778, 2138.
- LHAS 3.2-4 Ritterschaftliche Brandversicherung.
- LHAS 5.11-2 Landtagsverhandlungen, Landtagsversammlungen, Landtagsprotokolle und Landtagsbeschluß.
- LHAS 9.1-1 Reichskammergericht. Prozeßakten 1495–1806.
- LHAS 10.9 LA Nachlass Lorenz, Adolf Frirdrich. 1884–1962, Mappe 17, Baupläne Kirche, Grundriss, Ansicht 1952.

Landeskirchliches Archiv Schwerin (LKAS)
- LKAS, OKR Schwerin, Specialia Abt. 3, 4.
- LKAS, OKR Schwerin, Personalia und Examina.
- LKAS, OKR Schwerin, Bruderrat der Bekennenden Kirche.